# Made World Tour
Die Made World Tour war die zweite Welttournee der südkoreanischen Boygroup Big Bang. Die Tournee wurde von über 1,5 Millionen Menschen besucht, was die Tournee zur meistbesuchten eines Koreanischen Acts macht.

## Setliste
| Setliste der ersten Show in Seoul im April 2015 |
| --- |
| Setlist 1. „Fantastic Baby“ 2. „Tonight“ 3. „Stupid Liar“ 4. „Haru Haru“ 5. „How Gee“ 6. „Feeling“ 7. „Loser“ 8. „Blue“ 9. „Bad Boy“ 10. „Cafe“ 11. „Lies“ 12. „Strong Baby“ (Seungri) 13. „Let's Talk About Love“ (Seungri ft. G-Dragon & Taeyang) 14. „Wings“ (Daesung) 15. „Doom Dada“ (T.O.P) 16. „Eyes Nose Lips“ (Taeyang) 17. „Good Boy“ (G-Dragon & Taeyang) 18. „Crooked“ (G-Dragon) 19. „Bae Bae“ 20. „Last Farewell“ Encore 1. „Hands Up“ 2. „Heaven“ Re-Encore 1. „Bae Bae“ 2. „Fantastic Baby“ 3. „Loser“ |

| Setliste in Peking nach dem Release der Made Series A |
| --- |
| Setlist 1. „Bang Bang Bang“ 2. „Tonight“ 3. „Stupid Liar“ 4. „Haru Haru“ 5. „How Gee“ 6. „Feeling“ 7. „Loser“ 8. „Blue“ 9. „Bad Boy“ 10. „Cafe“ 11. „Lies“ 12. „Strong Baby“ (Seungri) 13. „Let's Talk About Love“ (Seungri ft: G-Dragon & Taeyang) 14. „Wings“ (Daesung) 15. „Doom Dada“ (T.O.P) 16. „Eyes Nose Lips“ (Taeyang) 17. „Good Boy“ (G-Dragon & Taeyang) 18. „Crooked“ (G-Dragon) 19. „Bae Bae“ 20. „Fantastic Baby“ Encore 1. „We Like 2 Party“ 2. „Hands Up“ Re-Encore 1. „Bang Bang Bang“ 2. „Fantastic Baby“ 3. „Bae Bae“ |

| Setliste in Thailand nach dem Release der Made Series D |
| --- |
| Setlist 1. „Bang Bang Bang“ 2. „Tonight“ 3. „Stupid Liar“ 4. „Haru Haru“ 5. „Loser“ 6. „Blue“ 7. „Bad Boy“ 8. „If You“ 9. „Lies“ 10. „Strong Baby“ (Seungri) 11. „Let's Talk About Love“ (Seungri ft: G-Dragon & Taeyang) 12. „Wings“ (Daesung) 13. „Doom Dada“ (T.O.P) 14. „Eyes Nose Lips“ (Taeyang) 15. „Good Boy“ (G-Dragon & Taeyang) 16. „Crooked“ (G-Dragon) 17. „Sober“ 18. „Bae Bae“ 19. „Fantastic Baby“ Encore 1. „We Like 2 Party“ 2. „Hands Up“ Re-Encore 1. „Bang Bang Bang“ 2. „Good Boy“ 3. „Bae Bae“ |

| Setliste in Chengdu nach dem Release der Made Series E |
| --- |
| Setlist 1. „Bang Bang Bang“ 2. „Tonight“ 3. „Stupid Liar“ 4. „Haru Haru“ 5. „Loser“ 6. „Let's Not Fall in Love“ 7. „Bad Boy“ 8. „If You“ 9. „Lies“ 10. „Strong Baby“ (Seungri) 11. „Wings“ (Daesung) 12. „Doom Dada“ (T.O.P) 13. „Eyes Nose Lips“ (Taeyang) 14. „Zutter“ (G-Dragon & T.O.P) 15. „Good Boy“ (G-Dragon & Taeyang) 16. „Crooked“ (G-Dragon) 17. „Sober“ 18. „Bae Bae“ 19. „Fantastic Baby“ Encore 1. „We Like 2 Party“ Re-Encore 1. „Bang Bang Bang“ 2. „Bae Bae“ |

| Setliste in Japan |
| --- |
| Setlist 1. „Bang Bang Bang“ 2. „Tonight“ 3. „Stupid Liar“ 4. „Haru Haru“ 5. „Loser“ 6. „Blue“ 7. „Bad Boy“ 8. „If You“ 9. „Strong Baby“ (Seungri) 10. „Wings“ (Daesung) 11. „Doom Dada“ (T.O.P) 12. „Eyes Nose Lips“ (Taeyang) 13. „Zutter“ (GD&TOP) 14. „Good Boy“ (GDxTAEYANG) 15. „Crooked“ (G-Dragon) 16. „Sober“ 17. „Bae Bae“ 18. „Fantastic Baby“ Encore 1. „We Like to Party“ Re-Encore 1. „Let Me Hear Your Voice“ 2. „My Heaven“ 3. „Bang Bang Bang“ 4. „Bae Bae“ |

| Setliste der letzten Show in Seoul |
| --- |
| Setlist 1. „Bang Bang Bang“ 2. „Tonight“ 3. „Stupid Liar“ 4. „Haru Haru“ 5. „Loser“ 6. „Blue“ 7. „Bad Boy“ 8. „If You“ 9. „Strong Baby“ (Seungri) 10. „Wings“ (Daesung) 11. „Doom Dada“ (T.O.P) 12. „Eyes Nose Lips“ (Taeyang) 13. „Zutter“ (G-Dragon & T.O.P) 14. „Good Boy“ (G-Dragon & Taeyang) 15. „Crooked“ (G-Dragon) 16. „Sober“ 17. „Bae Bae“ 18. „Fantastic Baby“ Encore 1. „We Like 2 Party“ Re-Encore 1. „Lies“ 2. „Bang Bang Bang“ 3. „Bae Bae“ |

## Konzerte
| Datum                   | Stadt        | Land                | Arena                                              | Besucherzahl |
| Asien                   | Asien        | Asien               | Asien                                              | Asien        |
| ----------------------- | ------------ | ------------------- | -------------------------------------------------- | ------------ |
| 25. April 2015          | Seoul        | Südkorea            | Olympic Gymnastics Arena                           | 26.000       |
| 26. April 2015          | Seoul        | Südkorea            | Olympic Gymnastics Arena                           | 26.000       |
| 30. Mai 2015            | Guangzhou    | Volksrepublik China | Guangzhou International Sports Arena               | 24.000       |
| 31. Mai 2015            | Guangzhou    | Volksrepublik China | Guangzhou International Sports Arena               | 24.000       |
| 6. Juni 2015            | Peking       | Volksrepublik China | LeSports Center                                    | 23.000       |
| 7. Juni 2015            | Peking       | Volksrepublik China | LeSports Center                                    | 23.000       |
| 12. Juni 2015           | Chek Lap Kok | Hongkong            | AsiaWorld-Arena                                    | 36.000       |
| 13. Juni 2015           | Chek Lap Kok | Hongkong            | AsiaWorld-Arena                                    | 36.000       |
| 14. Juni 2015           | Chek Lap Kok | Hongkong            | AsiaWorld-Arena                                    | 36.000       |
| 19. Juni 2015           | Shanghai     | Volksrepublik China | Mercedes-Benz Arena                                | 30.000       |
| 20. Juni 2015           | Shanghai     | Volksrepublik China | Mercedes-Benz Arena                                | 30.000       |
| 21. Juni 2015           | Shanghai     | Volksrepublik China | Mercedes-Benz Arena                                | 30.000       |
| 26. Juni 2015           | Dalian       | Volksrepublik China | Zhongsheng Center                                  | 10.000       |
| 28. Juni 2015           | Wuhan        | Volksrepublik China | Wuhan Gymnasium                                    | 10.000       |
| 11. Juli 2015           | Bangkok      | Thailand            | IMPACT Arena                                       | 20.000       |
| 12. Juli 2015           | Bangkok      | Thailand            | IMPACT Arena                                       | 20.000       |
| 18. Juli 2015           | Kallang      | Singapur            | Singapore Indoor Stadium                           | 20.000       |
| 19. Juli 2015           | Kallang      | Singapur            | Singapore Indoor Stadium                           | 20.000       |
| 24. Juli 2015           | Kuala Lumpur | Malaysia            | Putra Indoor Stadium                               | 45.000       |
| 25. Juli 2015           | Kuala Lumpur | Malaysia            | Putra Indoor Stadium                               | 45.000       |
| 30. Juli 2015           | Manila       | Philippinen         | Mall of Asia Arena                                 | 45.000       |
| 1. August 2015          | Jakarta      | Indonesien          | Indonesia Convention Exhibition                    | 45.000       |
| 7. August 2015          | Shenzhen     | Volksrepublik China | Shenzhen Bay Sports Center                         | 12.000       |
| 9. August 2015          | Nanjing      | Volksrepublik China | Nanjing Olympic Sports Center Gymnasium            | 10,000       |
| 14. August 2015         | Chengdu      | Volksrepublik China | Chengdu Sports Centre                              | 30.000       |
| 25. August 2015         | Hangzhou     | Volksrepublik China | Yellow Dragon Sports Center                        | 21.000       |
| 28. August 2015         | Changsha     | Volksrepublik China | Hunan International Convention & Exhibition Centre | 7.000        |
| 30. August 2015         | Chongqing    | Volksrepublik China | Chongqing International Expo Center                | 10.000       |
| 24. September 2015      | Taipei       | Taiwan              | Taipei Arena                                       | 44.000       |
| 25. September 2015      | Taipei       | Taiwan              | Taipei Arena                                       | 44.000       |
| 26. September 2015      | Taipei       | Taiwan              | Taipei Arena                                       | 44.000       |
| 27. September 2015      | Taipei       | Taiwan              | Taipei Arena                                       | 44.000       |
| Nordamerika             |              |                     |                                                    |              |
| 2. Oktober 2015         | Las Vegas    | Vereinigte Staaten  | Mandalay Bay Events Center                         | 9.000        |
| 3. Oktober 2015         | Los Angeles  | Vereinigte Staaten  | Staples Center                                     | 13.400       |
| 4. Oktober 2015         | Anaheim      | Vereinigte Staaten  | Honda Center                                       | 11.000       |
| 7. Oktober 2015         | Mexico City  | Mexiko              | Arena Ciudad de México                             | 15.000       |
| 10. Oktober 2015        | Newark       | Vereinigte Staaten  | Prudential Center                                  | 22.000       |
| 11. Oktober 2015        | Newark       | Vereinigte Staaten  | Prudential Center                                  | 22.000       |
| 13. Oktober 2015        | Toronto      | Kanada              | Air Canada Centre                                  | 14.000       |
| Australien und Ozeanien |              |                     |                                                    |              |
| 17. Oktober 2015        | Sydney       | Australien          | Qudos Bank Arena                                   | 35.000       |
| 18. Oktober 2015        | Sydney       | Australien          | Qudos Bank Arena                                   | 35.000       |
| 21. Oktober 2015        | Melbourne    | Australien          | Rod Laver Arena                                    | 35.000       |
| Asien                   |              |                     |                                                    |              |
| 23. Oktober 2015        | Cotai        | Macau               | Cotai Arena                                        | 28.600       |
| 24. Oktober 2015        | Cotai        | Macau               | Cotai Arena                                        | 28.600       |
| 25. Oktober 2015        | Cotai        | Macau               | Cotai Arena                                        | 28.600       |
| 12. November 2015       | Tokio        | Japan               | Tokyo Dome                                         | 911.000      |
| 13. November 2015       | Tokio        | Japan               | Tokyo Dome                                         | 911.000      |
| 14. November 2015       | Tokio        | Japan               | Tokyo Dome                                         | 911.000      |
| 15. November 2015       | Tokio        | Japan               | Tokyo Dome                                         | 911.000      |
| 20. November 2015       | Osaka        | Japan               | Kyocera Dome                                       | 911.000      |
| 21. November 2015       | Osaka        | Japan               | Kyocera Dome                                       | 911.000      |
| 22. November 2015       | Osaka        | Japan               | Kyocera Dome                                       | 911.000      |
| 28. November 2015       | Fukuoka      | Japan               | Fukuoka Dome                                       | 911.000      |
| 29. November 2015       | Fukuoka      | Japan               | Fukuoka Dome                                       | 911.000      |
| 5. Dezember 2015        | Nagoya       | Japan               | Nagoya Dome                                        | 911.000      |
| 6. Dezember 2016        | Nagoya       | Japan               | Nagoya Dome                                        | 911.000      |
| 9. Januar 2016          | Osaka        | Japan               | Kyocera Dome                                       | 911.000      |
| 10. Januar 2016         | Osaka        | Japan               | Kyocera Dome                                       | 911.000      |
| 11. Januar 2016         | Osaka        | Japan               | Kyocera Dome                                       | 911.000      |
| 6. Februar 2016         | Fukuoka      | Japan               | Fukuoka Dome                                       | 911.000      |
| 7. Februar 2016         | Fukuoka      | Japan               | Fukuoka Dome                                       | 911.000      |
| 23. Februar 2016        | Tokyo        | Japan               | Tokyo Dome                                         | 911.000      |
| 24. Februar 2016        | Tokyo        | Japan               | Tokyo Dome                                         | 911.000      |
| 4. März 2016            | Seoul        | Südkorea            | Olympic Gymnastics Arena                           | 39.000       |
| 5. März 2016            | Seoul        | Südkorea            | Olympic Gymnastics Arena                           | 39.000       |
| 6. März 2016            | Seoul        | Südkorea            | Olympic Gymnastics Arena                           | 39.000       |
| Total                   | Total        | Total               | Total                                              | 1.500.000    |

## Abgesagte Konzerte
| Datum           | Stadt | Land  | Arena                  | Grund                     |
| --------------- | ----- | ----- | ---------------------- | ------------------------- |
| 16. August 2015 | Yanji | China | Yanji People’s Stadium | unvorhergesehene Umstände |